# 野生酵母
野生酵母（やせいこうぼ）とは、もともと空気中、土壌、植物をはじめ自然界に存在しているすべての酵母を意味するが、日本酒の醸造過程においては目指す酒質を得るための酵母以外のすべての酵母を意味する。
古より人間は、現代の科学による「酵母」という概念ではないにしても、日常生活をさまざまに左右する酵母の存在を陰に陽に認識し、経験則によってこれを選択し、自分たちの目的にかなう酵母だけを利用するようにしてきた。清酒酵母もそのように歴史のなかで人間に取捨選択されて受け継がれてきたわけである。
野生酵母が桶やタンクの中で繁殖すると、たとえ正しい清酒酵母が入っていても、できあがる酒自体は造ろうと思っている酒質ではなくなってしまう。
そのため野生酵母が入り込まないように、酒母を造るときには管理の利いた専用の空間を設ける。これを酒母室（しゅぼしつ）もしくは酛場（もとば）という。概して室温は５℃前後におさえられている。
見学に行くと、この酛場も見せてくれる酒蔵もある。

## 関連事項
- 日本酒
- 日本酒の酵母
- 清酒酵母